# Buick Electra E5
Buick Electra E5 ― середньорозмірний електромобіль-кросовер марки Buick, підрозділу General Motors, що випускається з 2023 року.

## Опис

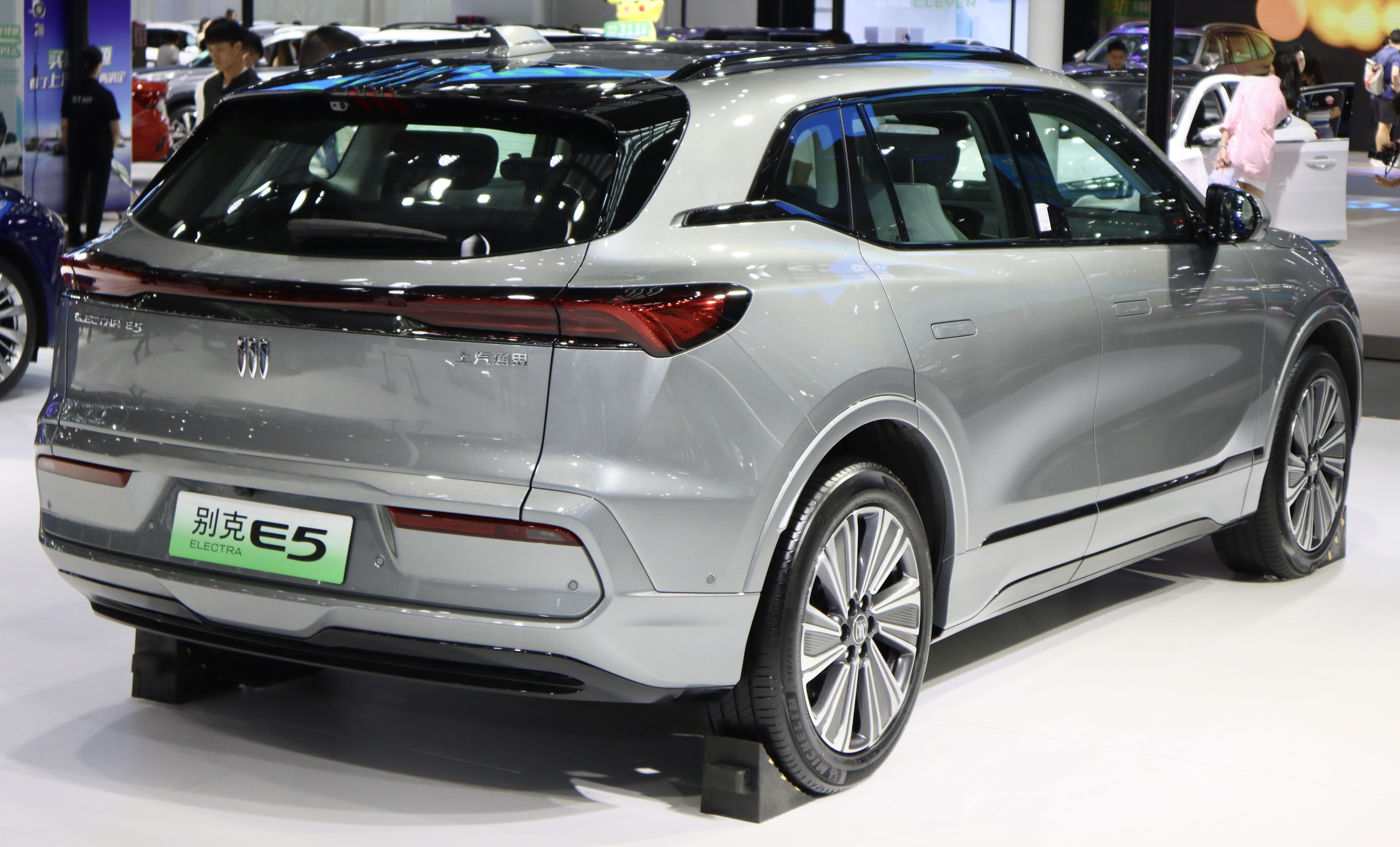

Buick Electra E5 названий на честь Buick Electra, що випускався з 1959 по 1990 рік. Вперше автомобіль був представлений у 2023 році на автосалоні в Шанхаї. Виробництво автомобіля почалося в першій половині 2023 року.

## Технічні характеристики
Автомобіль Buick Electra E5 оснащений акумуляторами GM Ultium і системою допомоги водієві Super Cruise. У рух модель приводиться електродвигуном потужністю 241 к. с., що розганяє кросовер до 180 км/год.